# 田中休愚
田中 休愚（たなか きゅうぐ、寛文2年3月15日〈1662年5月3日〉- 享保14年12月22日〈1730年2月9日〉）は、江戸時代中期の農政家、経世家。旧名は窪島 喜六。田中 丘隅・田中 休愚右衛門・田中 喜古（たなか よしひさ）とも名乗り、号は冠帯老人・武陽散民。大岡越前守忠相に見出され、その下で地方巧者として活躍した。なお、共に大岡支配の役人として活動した蓑正高は娘婿にあたる。

## 略歴
寛文2年（1662年）、武蔵国多摩郡平沢村（現・東京都あきる野市平沢）にて絹物商を兼業する名主農家・窪島（くぼじま）八郎左衛門重冬の次男として生まれる。
子供のころから神童の誉れが高く、兄の祖道とともに八王子の大善寺で学んだ後、絹商人となる。その後、武蔵国橘樹（たちばな）郡小向村（現・神奈川県川崎市）の田中源左衛門家で暮らすようになる。これが縁で東海道川崎宿本陣の田中兵庫の養子となり家督を相続、宝永元年（1704年）には川崎宿本陣名主と問屋（といや）を務める。宝永6年（1709年）に関東郡代の伊奈忠逵と交渉して、江戸幕府が経営していた多摩川の六郷渡しを川崎宿が請け負う許可を幕府から得たことで、付近の村の村民が人足に駆り出されることがないようにし、同時に川崎宿の復興と繁栄をもたらす基礎を築く。
正徳元年（1711年）、猶子の太郎左衛門に問屋を譲り、江戸へ出て荻生徂徠から古文辞学を、成島道筑から経書と歴史を学ぶ。享保5年（1720年）、四国33カ所の巡礼から帰宅後、自分が見聞きしたことをまとめた農政・民政の意見書の執筆を開始し、田中丘隅名義で翌6年（1721年）に『民間省要』全15巻を完成させる。この『民間省要』は上呈された師の成島道筑から、当時関東地方御用掛を務めていた大岡忠相を通じて幕閣に献上。これに興味を覚えた時の8代将軍・徳川吉宗によって享保8年（1723年）に御前に召し出された。休愚は将軍からの諮問に答え、農政や水利について自身の意見を述べた。
この一件で支配勘定並に抜擢、10人扶持を給され、川方御普請御用に任命された。荒川の水防工事、多摩川の治水、二ヶ領用水、大丸用水、六郷用水の改修工事、相模国酒匂川の浚渫・補修などを行い、下僚として手代3、4名も附属されるようになる。
富士山の宝永大噴火の影響で洪水を引き起こしていた酒匂川治水の功績が認められ、支配勘定格に取り立てられて30人扶持を給され、3万石の地の支配を任される。享保14年（1729年）7月19日に代官となり、正式に大岡支配下の役人として、地元の武蔵国多摩郡と埼玉郡のうち3万石を支配する。殖産政策にも携わり、享保14年には、橘樹郡生麦村（現・神奈川県横浜市鶴見区）から櫨（ろうそくの原料）の作付状況が報告されたという記録が残されている。
享保14年（1729年）12月22日、江戸浜町（現・東京都中央区日本橋）の役宅で病死。享年68。墓は妙光寺（現・神奈川県川崎市幸区）と広済寺（現・東京都秋川市）にある。死後、子の田中休蔵が遺跡を引き継ぐ。なお、休愚の急死は、六郷用水の補修で世田谷の領地を突っ切ったことで、伊奈家から大岡に苦情があったため、切腹したとされる伝説も残っている。
『民間省要』の他、『走庭記』『玉川堂稿』『続夢評』『玉匣』『作法書』『治水要法』『冠帯筆記』などの著書がある。大正4年（1915年）、従五位を追贈された。

## 酒匂川補修
相模国の酒匂川は、宝永4年（1707年）の富士山噴火（宝永大噴火）の降灰の影響で氾濫を繰り返していた。
かつて休愚は、著書『民間省要』で、「噴火後の被災地復興を命じられた大名は、領民から徴収した大金を投じたがその効果は無く、その金はただ商人の手元にわたっただけで、慈愛の心が民衆へ届かないことが口惜しい」と述べていた。享保8年に酒匂川を巡察した後、同10年（1725年）に酒匂川の浚渫・補修を承る。翌11年（1726年）に酒匂川西岸73カ村は小田原藩領から幕府領となり、復旧に取りかかった休愚は自ら創案した手法で堤防の改修を行った。丈夫な木製の枠に丸石を詰めた弁慶枠や、丸く細長く粗く編んだ竹籠の中に栗石や砕石などを詰めた蛇籠を作って、これを川の流れに沿って並べることで従来のものよりも強固な堤を築いたのである。後に蓑正高も普請事業に加わり、享保12年（1727年）5月に工事は終了。
酒匂川の補修が成功した後、休愚は褒章として受け取った金100両を用いて、同地に夏王朝の始祖・禹王の碑を建て、普請の顛末を記した。この補修により酒匂川下流の村落は、水害に見舞われることは無くなったという。堤は「丘隅堤」または「文命堤（ぶんめいづつみ）」と呼ばれ、現代も同地に残されている。